# Das Ich
Das Ich — немецкая группа, играющая в стилях дарквейв, индастриал, EBM электро-готик. Название Das Ich заимствовано из работ основателя психоанализа Зигмунда Фрейда (например Freud, Sigmund (1923), Das Ich und das Es) и тесно связано с термином Эго. Основной мотив творчества группы — экспрессионистские стихи, наложенные на электронную музыку. На концертах музыканты широко используют театральные приёмы, декорации, грим.

## История группы

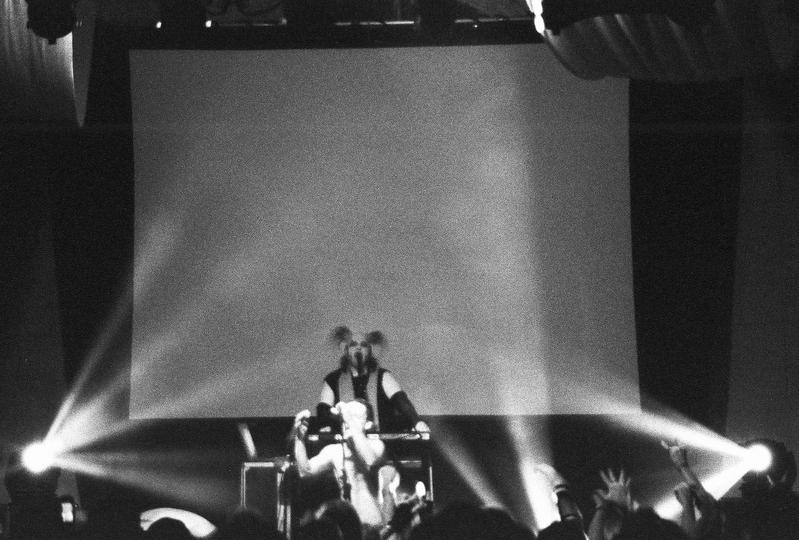
Das Ich на Dark Omen II Festival

Штефан Акерманн и Бруно Крамм познакомились ещё в 1986 году на одной из дискотек провинциального баварского городка Байройт. Бруно с детства играл на фортепиано, а Штефан, по его словам, посещал курсы актёрской игры, хотя с детства проявлял артистические способности. В 1987 они организовали электропанк проект Dying Moments, который не имел большого успеха.
Группа Das Ich появилась спустя два года, в 1989 году, хотя некоторые песни («Gottes Tod», «Sodom und Gomorrha», «Lügen und Das Ich»), принёсшие ей популярность, были задуманы ещё в 1988. Группа стала одним из основателей и основных участников движения начала девяностых «Neue Deutsche Todeskunst» (Новое немецкое искусство смерти).
Первый релиз группы имел провокационное название «Satanische Verse». Он вышел в 1990, вскоре после скандала с книгой «Сатанинские стихи» Салмана Рушди, за которую тот был приговорен к смерти в Иране. Первый LP группы «Die Propheten» вышел в Германии в 1991 на собственном лейбле Крамма Danse Macabre и был переиздан в США в 1997. Сквозная тема альбома — освобождение человека от религии.
Альбом 1994 «Staub» содержит более сложные, «симфонические» аранжировки при сохранении постиндустриальной основы музыки. С этого времени Крамм начинает широко использовать классические инструменты в своих аранжировках. Альбом 1995 года «Die Liebe» был записан совместно с дэт-метал-группой Atrocity и стал одним из первых примеров плодотворного сотрудничества между метал- и готик-коллективами.
Альбом «Egodram», изданный в 1997 на лейбле Edel Records, получился довольно танцевальным по звучанию, особенно в сравнении с ранним творчеством группы. В том же году Крамм покупает старинный замок, служивший тюрьмой в средние века, для своей студии и лейбла Danse Macabre.
В 1997—1998 группа работает над альбомом «Morgue» (Морг). Альбом создан на основе цикла стихотворений поэта-патологоанатома Готфрида Бенна (Gottfried Benn), «Morgue und andere Gedichte», написанного в 1912.
Альбом «Antichrist» вышел в 2001. Основная тема альбома — критический анализ современной мировой политики. В 2002—2006 группа выпускает два DVD и два альбома ремиксов. Das Ich, начиная с 1994, успешно гастролирует в США, а в 2006 приезжает также в Бразилию и Россию.
Альбом «Lava» был выпущен в 2004 году, в двух версиях — «Lava: Ashe» и «Lava: Glut». На одном из дисков были записаны традиционные версии песен, на втором — их же танцевальные ремиксы.
В 2006-ом Das Ich записали пластинку «Cabaret». После неё Крамм и Аккерманн выпустили только EP под названием «Kannibale».
6 сентября 2010 года (по заявлениям группы) была закончена работа над новым альбомом Das Ich — «Koma». Но в итоге этот альбом никогда не был выпущен, и скорее всего, не был даже записан, являясь не более чем мистификацией.

## Состав
Постоянные участники:

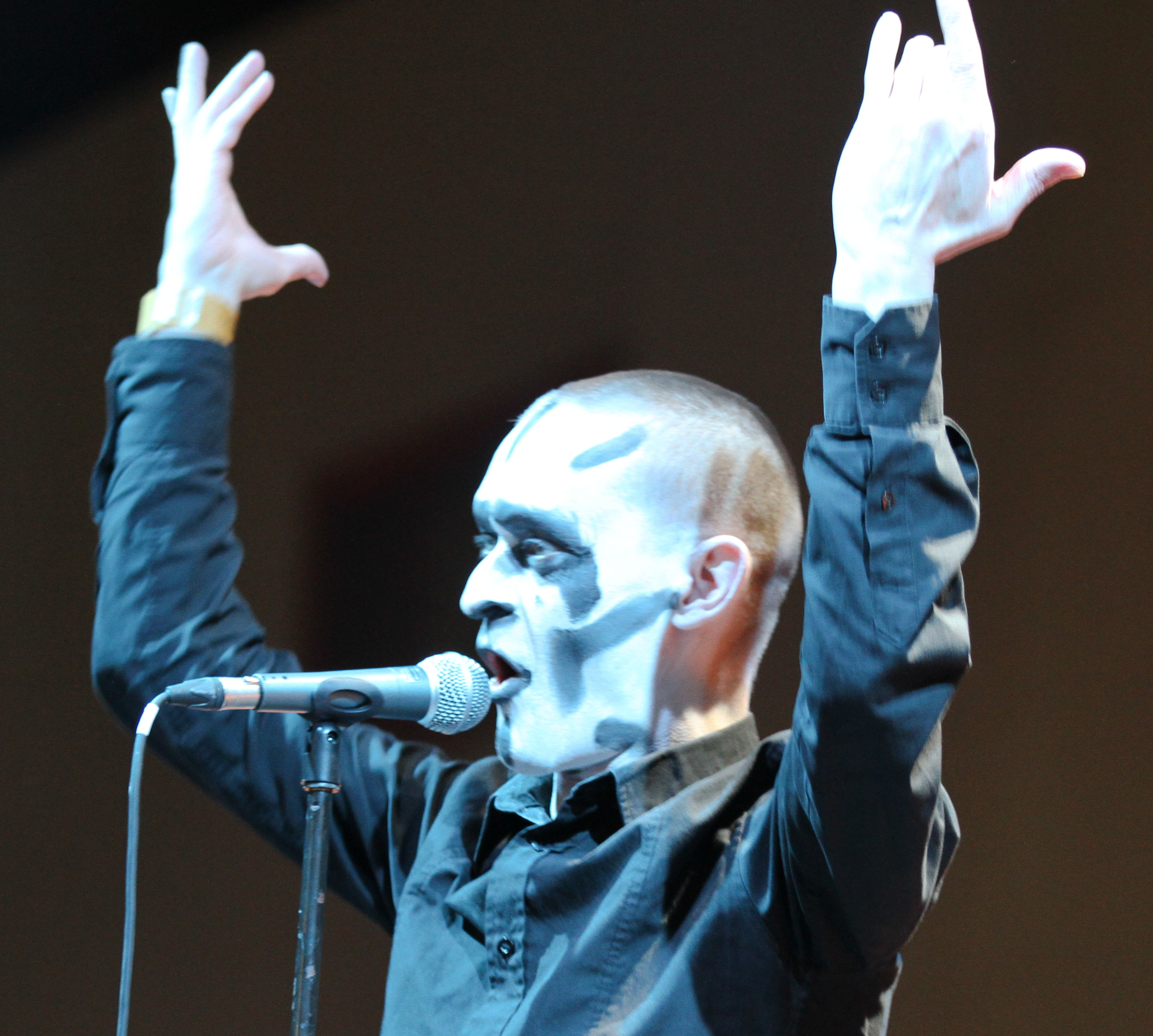
Штефан Акерманн (Wave-Gotik-Treffen 2013)

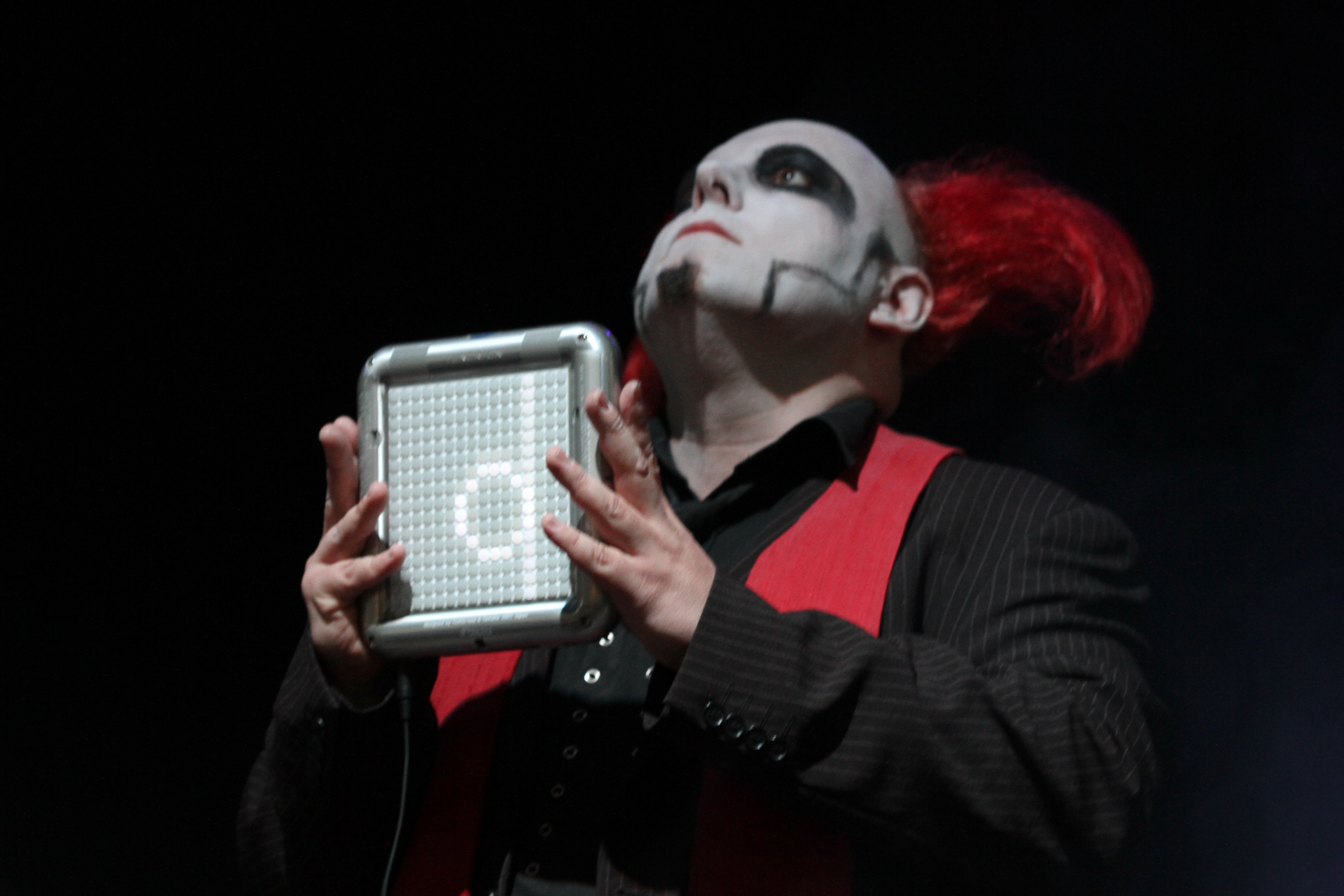
Бруно Крамм (WGT 2013)

- Штефан Акерманн (Stefan Ackermann) — вокал, тексты песен
- Бруно Крамм (Bruno Kramm) — музыка, инструменты, бэк-вокал

Прочие:
- Таня Хан — с 1989 по 1990
- Андреас Зибльхофф — с 1990 по 1993
- Ансгар Ноэт — с 1994 по 1995
- Чед Блинман — с 1994 по 1996
- Даниэль Гальда (впоследствии — участник группы Skorbut) — с 1995 по 1999
- Якоб Ланг — с 1998 по 1999
- Михаэль Шмид — с 1999 по 2000
- Нидий — с 2000 по 2001
- Каин Габриэль Симон — с 2001 по 2006
- Штефан Зигль — с 2006 по 2007
- Ринго Мюллер — с 2006 по 2007
- Марти Зоффкер — с 2007 — по нынешнее время

## Дискография
- 1990: Satanische Verse (EP)
- 1991: Die Propheten (LP)
- 1993: Stigma (MCD)
- 1994: Staub (LP)
- 1995: Feuer (Концертный LP)
- 1995: Die Liebe (LP)
- 1996: Das innere Ich (Саундтрек)
- 1996: Kindgott (MCD)
- 1997: Egodram (LP)
- 1997: Destillat (MCD)
- 1998: Morgue (LP)
- 1999: Re-Kapitulation (Сборник, США)
- 2000: Re-Laborat (Сборник ремиксов)
- 2002: Antichrist (LP)
- 2002: Momentum (VCD/DVD)
- 2003: Relikt (Сборник)
- 2004: LAVA:glut (LP)
- 2004: LAVA:asche (Сборник ремиксов на «Lava: glut»)
- 2006: Cabaret (LP)
- 2006: Variete (Сборник ремиксов на «Cabaret»)
- 2006: Panopticum (DVD)
- 2007: Addendum (Сборник)
- 2008: Kannibale (EP)
- 2009: Die Propheten (LP, переиздание)
- 2024: TBA: Koma (demos 2012) - выход альбома отменён, выложены демо версии.